# 2014 في فرنسا
فيما يلي قوائم الأحداث التي وقعت خلال عام 2014 في فرنسا.

## أحداث
- 1 أغسطس – عملية برخان
- 1 يناير – مهرجان كان السينمائي 2014

## سياسة

### تعيين في المنصب
- 1 يناير – فرنسوا بايرو رئيس بلدية.
- 28 مارس – إدوارد فريتش رئيس بلدية.
- 31 مارس – مانويل فالس رئيس الوزراء الفرنسي.
- 2 أبريل – برنار كازنوف وزير الداخلية.
- 4 أبريل – اوريلي فيليبيتي عضو مجلس بلدية،نائب فرنسي.
- 4 أبريل – روبير مينار رئيس بلدية.
- 5 أبريل – آن هيدالغو عمدة باريس [الإنجليزية]‏.
- 1 مايو – جان مارك أيرولت نائب فرنسي.
- 26 أغسطس – إيمانويل ماكرون Minister of Economy, Industry and Digital ‏.
- 1 سبتمبر – كاثرين كولونا سفير فرنسا لدى إيطاليا.
- 27 سبتمبر – بونوا أمون نائب فرنسي.
- 1 أكتوبر – جيرارد لارشيه رئيس مجلس الشيوخ الفرنسي  [لغات أخرى]‏.

### انتهاء فترة المنصب
- 25 يناير – فاليري تريفلير spouse of the President of France  [لغات أخرى]‏.
- 30 مارس – جيرالد دارمانان عضو مجلس جهوي.
- 31 مارس – جان مارك أيرولت رئيس الوزراء الفرنسي.
- 31 مارس – مانويل فالس وزير الداخلية.
- 4 أبريل – جيرارد لارشيه رئيس بلدية.
- 4 أبريل – دومينيك فوانيه رئيس بلدية.
- 5 أبريل – برترون ديلانوي عمدة باريس [الإنجليزية]‏.
- 21 أبريل – سيغولين رويال President of the Regional Council ‏.
- 23 أبريل – إدوارد فريتش نائب فرنسي.
- 9 مايو – سيغولين نيفيل نائب فرنسي.
- 25 أغسطس – اوريلي فيليبيتي وزير الثقافة في فرنسا ‏،عضو المجلس العام  [لغات أخرى]‏.
- 31 ديسمبر – نجاة فالو بلقاسم عضو المجلس العام  [لغات أخرى]‏.

## رياضة
- 1 يناير – دورة فرنسا المفتوحة 2014
- 1 يناير – رالي مونت كارلو 2014
- 13 أبريل – سباق باريس روبيه 2014 الفائزون نيكي تيربسترا، فابيان كانسيليرا، جون ديجينكولب.
- 31 أغسطس – جي بي واست-فرنسا 2014 الفائزون آرثر فيشوت، سيلفان تشافانيل، Andrea Fedi [الإنجليزية]‏.

## أفلام
من الأفلام التي صدرت هذه السنة في فرنسا:
- 1 يناير – أغنية من البحر من إخراج توم مور.
- 1 يناير – التطهير: فوضى من إخراج جيمس ديموناكو.
- 1 يناير – الجميلة والوحش من إخراج كريستوف غانز.
- 1 يناير – السيد تيرنر من إخراج مايك لي.
- 1 يناير – المرتزقة 3 من إخراج باتريك هيوز (مخرج).
- 1 يناير – النبي من إخراج جوان سفار، بيل بليمبتون [الإنجليزية]‏، Nina Paley [الإنجليزية]‏، روجر أليرز.
- 1 يناير – الورثة من إخراج Marie-Castille Mention-Schaar [الإنجليزية]‏.
- 1 يناير – الوهراني من إخراج إلياس سالم.
- 1 يناير – تمبكتو من إخراج عبد الرحمن سيساكو.
- 1 يناير – تي إس سبيفيت الصغير والخارق للعادة من إخراج جون بيير جونيه.
- 1 يناير – جبل طارق من إخراج جوليان لوكليرك.
- 1 يناير – خرائط النجوم من إخراج ديفد كروننبرغ.
- 1 يناير – ديانا من إخراج أوليفر هيرشبيغل.
- 1 يناير – رجل المنزل من إخراج تومي لي جونز.
- 1 يناير – سان لوران من إخراج برتران بونيلو.
- 1 يناير – سيرينا من إخراج سوزان بيير.
- 1 يناير – عصفورة بيضاء في عاصفة ثلجية من إخراج غريغ أراكي.
- 1 يناير – ما زال لدينا وقت من إخراج عبد الرضا كاهاني.
- 1 يناير – متتالية فرنسية من إخراج Michael Kuhn [الإنجليزية]‏، Saul Dibb [الإنجليزية]‏.
- 1 يناير – منبوذ من إخراج نيك باول.
- 1 يناير – يومين -ليلة واحدة من إخراج جان بيار داردين [الإنجليزية]‏.
- 27 يناير – بلا توقف من إخراج جومي كوليت سيرا.
- 12 فبراير – 3 أيام للقتل من إخراج ماك جي.
- 11 أبريل – مثل شخص واقع في الحب من إخراج عباس كيارستمي.
- 16 أبريل – ما الذي قدمناه للرب من إخراج فيليب دي تشاوفيرون.
- 23 أبريل – قرميد القصور من إخراج Camille Delamarre [الإنجليزية]‏.
- 14 مايو – غريس أميرة موناكو من إخراج أوليفيه داهان.
- 16 مايو – البيات الشتوي من إخراج سيامك شايقي، نورى بيلجى جيلان.
- 17 مايو – الماضي من إخراج أصغر فرهادي.
- 17 مايو – غريب البحيرة من إخراج ألان جيراودي.
- 19 مايو – داخل لوين ديفيس من إخراج جويل كوين، إيثان كوين.
- 22 مايو – أرضي بفلفلها الحلو من إخراج هونر سليم.
- 25 يوليو – لوسي من إخراج لوك بيسون.
- 1 أغسطس – محطم الثلج من إخراج بونغ جون هو.
- 31 أغسطس – فيلومينا من إخراج ستيفن فريرز.
- 23 نوفمبر – بادنغتون من إخراج باول كينغ (كاتب بريطاني).
- 25 ديسمبر – شبق من إخراج لارس فون ترايير.

## برامج ومسلسلات وأنمي
- لي غينيول دو لانفو

## موسيقى

### أغاني
من الأغاني التي صدرت هذه السنة في فرنسا:
- 16 يونيو – كولور خيتانو من غناء كينجي جيراك.

## وفيات

### يناير
- 29 يناير – فرانسوا كافانا (مواليد 1923)

### فبراير
- 8 فبراير – فيليب ماهو (مواليد 1956) لاعب كرة قدم فرنسي.
- 17 فبراير – ماركو بيرين (مواليد 1927) ممثل فرنسي.
- 25 فبراير – كوينتين الياس (مواليد 1974)

### مارس
- 1 مارس – آلان رينيه (مواليد 1922) مخرج أفلام فرنسي.
- 3 أكتوبر – جان جاك مارسيل (مواليد 1931) لاعب كرة قدم فرنسي.
- 12 مارس – رينيه لينس (مواليد 1913) لاعب كرة قدم فرنسي.
- 16 مارس – هنري روكيه (مواليد 1920) كاتب فرنسي.
- 19 سبتمبر – مارسيل دوسولت (مواليد 1926) درّاج طريق فرنسي.
- 22 مارس – جان لوك أينودي (مواليد 1951) مؤرخ فرنسي.

### أبريل
- 3 أبريل – رجينا ديفورجس (مواليد 1935)

### مايو
- 28 مايو – بيير بيرنارد (مواليد 1932) لاعب كرة قدم فرنسي.
- 28 مايو – كريستين دور-السرفاتي (مواليد 1926) ناشطة حقوق إنسان فرنسية.

### يوليو
- 11 يوليو – جان لوي غوتييه (مواليد 1955) درّاج طريق فرنسي.

### أغسطس
- 27 أغسطس – جاك فريدل (مواليد 1921) فيزيائي فرنسي.

### سبتمبر
- 19 سبتمبر – مارسيل دوسولت (مواليد 1926) درّاج طريق فرنسي.
- 29 سبتمبر – ميغيل بوير (مواليد 1939) سياسي إسباني.

### أكتوبر
- 3 أكتوبر – جان جاك مارسيل (مواليد 1931) لاعب كرة قدم فرنسي.
- 15 أكتوبر – ماري دوبويس (مواليد 1937) ممثلة فرنسية.
- 20 أكتوبر – كريستوف دو مارجري (مواليد 1951)
- 27 أكتوبر – دانييل بوولنجر (مواليد 1922)

### نوفمبر
- 12 نوفمبر – فاليري ميزاغ (مواليد 1983) لاعب كرة قدم فرنسي.
- 27 نوفمبر – سيليا بيرتن (مواليد 1920) كاتبة فرنسية.

### ديسمبر
- 17 ديسمبر – موريس دوفرجيه (مواليد 1917)
- 18 ديسمبر – جورج أوبيرت (مواليد 1917) ممثل فرنسي.